# Cathédrale du Sacré-Cœur de Port-Vila
Cette  cathédrale n’est pas la seule cathédrale du Sacré-Cœur.
La cathédrale du Sacré-Cœur, située à Port-Vila, capitale de la province de Shéfa et du Vanuatu, est le siège de l'évêque du diocèse de Port-Vila.

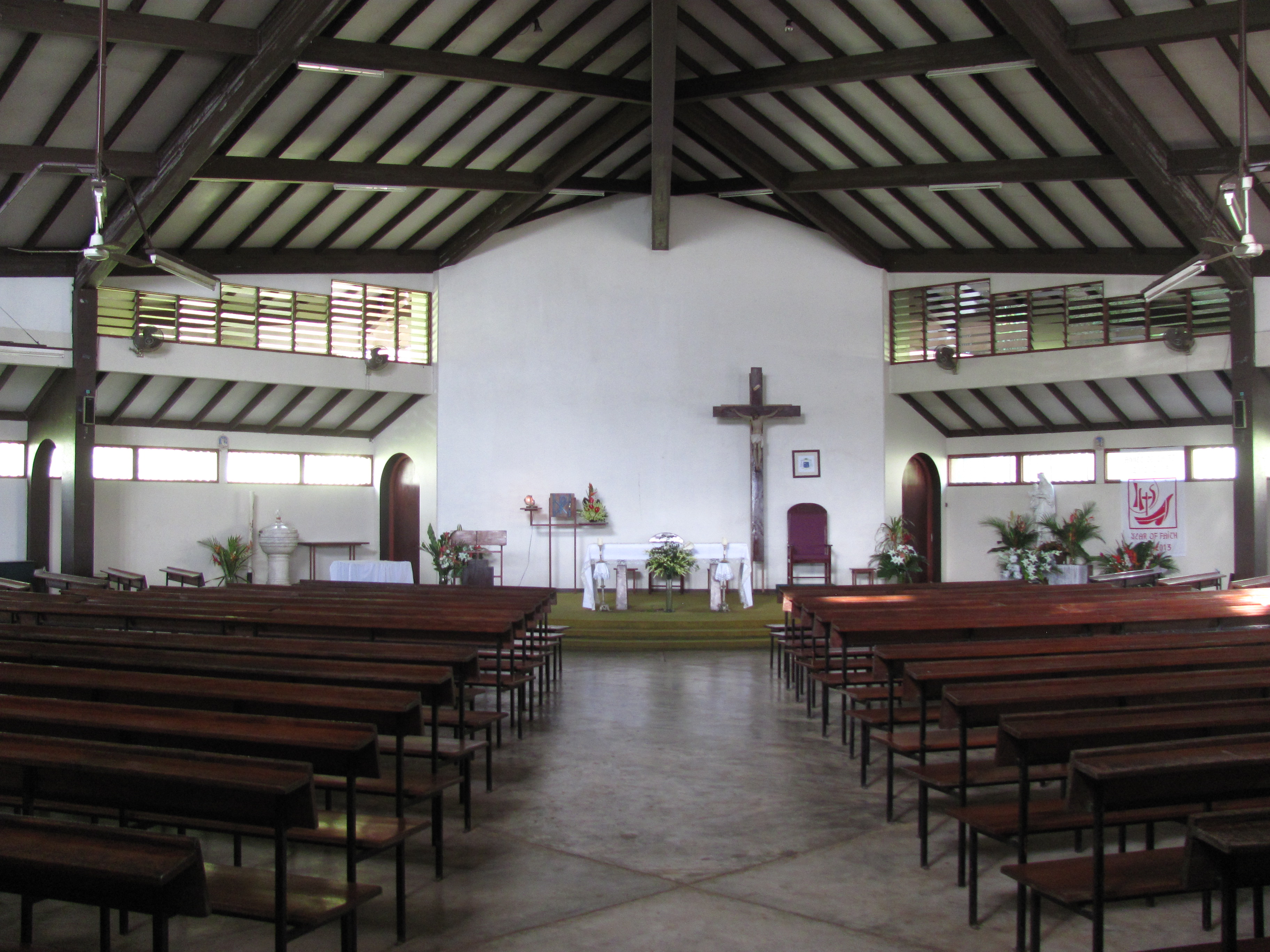
Cathédrale du Sacré-Cœur